# 세계무민족성협회
세계무민족성협회(世界無民族性協會, 에스페란토: Sennacieca Asocio Tutmonda 센나치에차 아소치오 투트몬다, 약자 SAT)는 좌파 성향의 국제 에스페란토 협회이다.

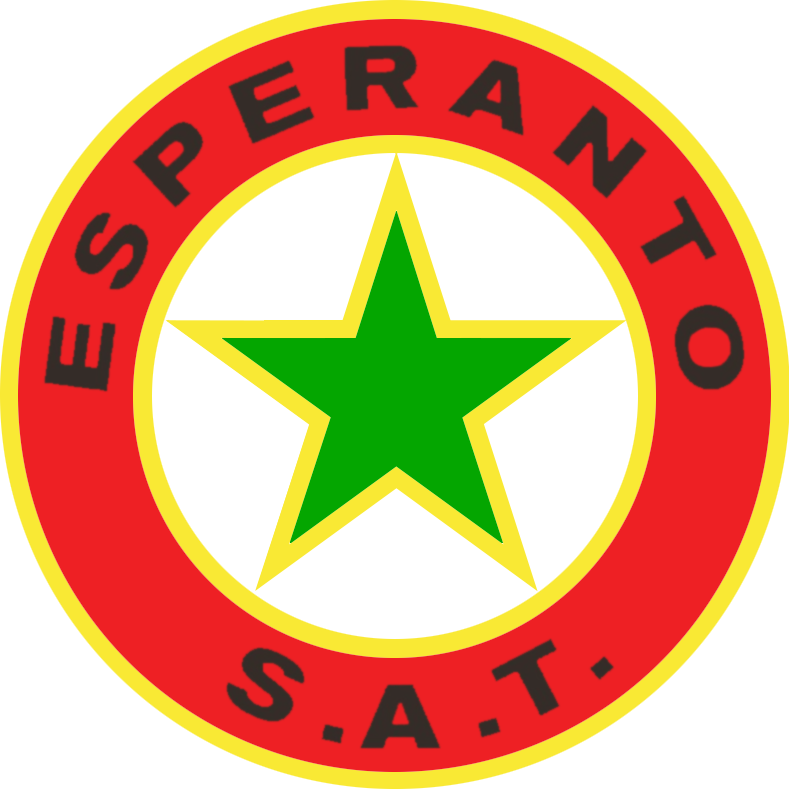
로고

## 역사
세계무민족성협회는 1921년 에스페란토 노동 운동으로부터 창시되었다. 1920년대 말에 이미 6천 명 이상의 회원이 가입하였으며, 노동 운동에서는 이례적으로 (국가 단체가 아닌) 개인이 가입할 수 있는 세계 단체이다. 2006년 현재 회원비를 매년 지불하는 회원은 총 724명이다.
역대 회장은 다음과 같다.
| 회장                                                                         | 임기      |
| ---------------------------------------------------------------------------- | --------- |
| 외젠 랑티                                                                    | 1921–1933 |
| 헤르만 플라티엘(독일어: Hermann Platiel)                                     | 1933–1935 |
| 뤼시앙 바니에(프랑스어: Lucien Bannier)                                      | 1935–1968 |
| 쥘리앙 피롱(프랑스어: Julien Piron)                                          | 1969–1972 |
| 피에르 레비(프랑스어: Pierre Lévy, 에스페란토: Petro Levi 페트로 레비)       | 1972–1981 |
| 질베르 슈브롤라(프랑스어: Gilbert Chevrolat)                                 | 1981–1984 |
| 이브 페로(프랑스어: Yves Peyraut, 에스페란토: Ivo Pero 이보 페로)            | 1984–2001 |
| 자크 바니에(에스페란토: Jacques Bannier)                                     | 2001–2003 |
| 야코프 스흐람(네덜란드어: Jakob Schram, 에스페란토: Jakvo Ŝram 야크보 슈람)  | 2003–2012 |
| 핑코 마르코프(독일어: Vinko Markov, 에스페란토: Vinko Markovo 빈코 마르코보) | 2012–     |

## 목표
세계무민족성협회 헌장(에스페란토: Statuto)에 따르면, 세계무민족성협회는 다음과 같은 다섯 개의 목표를 가진다.

1. 국제어 에스페란토를 실용적으로 사용하여 전세계 노동 운동의 계급 목표를 달성한다.
2. 가능한 대로 회원들 사이의 교류를 활성화시키어, 인류의 위대감을 강화시킨다.
3. 회원들을 끊임없이 가르치고 계몽시키어, 제일의 국제 운동가가 되게 한다.
4. 본 협회와 유사한 목표를 가진, 서로 다른 언어를 가진 협회들 사이의 교류를 가능하게 한다.
5. 본 협회의 이상을 반영하는 번역 및 창작 문학의 발달을 촉진시킨다.

1. utiligi praktike la internacian lingvon Esperanto por la klasaj celoj de la Laboristaro tutmonda ;
2. kiel eble plej bone kaj digne plifaciligi la interrilatojn de la membroj, tiel kreskigante ĉe ili fortikan senton de homeca solidaro ;
3. lernigadi, instruadi, klerigadi siajn membrojn tiele, ke ili fariĝu la plej kapablaj kaj plej perfektaj el la tiel nomataj internaciistoj ;
4. servi kiel peranto ĉe la interrilatoj de nesamlingvaj asocioj, kies celo estas analoga al tiu de SAT ;
5. peri kaj ĉiel eble helpi al kreado de literaturo (tradukoj kaj originaloj) spegulanta la idealon de nia Asocio.

## 간행물
세계무민족성협회는 매월 《무민족인》(에스페란토: Sennaciulo 센나치울로)을 출판하며, 또한 매년 문화 관련 이슈를 다루는 《무민족 연보》(에스페란토: Sennacieca Revuo)를 출판한다. 또한 다양한 책들과 교재들을 출판하며, 또 에스페란토의 표준적인 대사전 《에스페란토 도해대사전》을 출판한다.

## 세계무민족성협회 대회

1926년 대회를 기념하는 소비에트 연방 우표

세계무민족성협회는1921년부터 매년 대회(에스페란토: SAT-Kongreso)를 열고 있다. 대회의 목록은 다음과 같다.
| 회                | 연도 | 도시                                    | 나라                  | 참가 인원 |
| ----------------- | ---- | --------------------------------------- | --------------------- | --------- |
| 87                | 2014 | 디낭(Dinan)                             | 프랑스                |           |
| 86                | 2013 | 마드리드                                | 스페인                | 104       |
| 85                | 2012 | 얄타                                    | 우크라이나            | 93        |
| 84                | 2011 | 사라예보                                | 보스니아 헤르체고비나 | 73        |
| 83                | 2010 | 브라쇼브                                | 루마니아              | 75        |
| 82                | 2009 | 밀라노                                  | 이탈리아              | 약 80     |
| 81                | 2008 | 카잔러크                                | 불가리아              | 71        |
| 80                | 2007 | 파리                                    | 프랑스                | 140       |
| 79                | 2006 | 베오그라드                              | 세르비아              | 153       |
| 78                | 2005 | 자그레브                                | 크로아티아            | 약 80     |
| 77                | 2004 | 브라티슬라바                            | 슬로바키아            | 140       |
| 76                | 2003 | 라쇼드퐁                                | 스위스                | 155       |
| 75                | 2002 | 알리칸테                                | 스페인                | 150       |
| 74                | 2001 | 너지커니저                              | 헝가리                | 220       |
| 73                | 2000 | 모스크바                                | 러시아                | 125       |
| 72                | 1999 | 카를로비바리                            | 체코                  | 178       |
| 71                | 1998 | 오데사                                  | 우크라이나            | 240       |
| 70                | 1997 | 아우크스부르크                          | 독일                  | 133       |
| 69                | 1996 | 상트페테르부르크                        | 러시아                | 240       |
| 68                | 1995 | 마리보르                                | 슬로베니아            | 150       |
| 67                | 1994 | 스트라주니체                            | 체코                  | 310       |
| 66                | 1993 | 카잔러크                                | 불가리아              | 250       |
| 65                | 1992 | 카우나스                                | 리투아니아            | 617       |
| 64                | 1991 | 브뤼셀                                  | 벨기에                | 165       |
| 63                | 1990 | 린츠                                    | 오스트리아            | 292       |
| 62                | 1989 | 일러티센(Illertissen)                   | 서독                  | 260       |
| 61                | 1988 | 캄푸스두조르당(Campos do Jordão)        | 브라질                | 128       |
| 60                | 1987 | 불로뉴쉬르메르                          | 프랑스                | 430       |
| 59                | 1986 | 산쿠가트델발례스(Sant Cugat del Vallès) | 스페인                | 190       |
| 58                | 1985 | 아메르스포르트                          | 네덜란드              | 260       |
| 57                | 1984 | 보르도                                  | 프랑스                | 260       |
| 56                | 1983 | 린츠                                    | 오스트리아            | 185       |
| 55                | 1982 | 이살미                                  | 핀란드                | 237       |
| 54                | 1981 | 바젤                                    | 스위스                | 300       |
| 53                | 1980 | 리예카                                  | 유고슬라비아          | 380       |
| 52                | 1979 | 스완윅(Swanwick)                        | 영국                  | 310       |
| 51                | 1978 | 레크투르(Lectoure)                      | 프랑스                | 272       |
| 50                | 1977 | 아우크스부르크                          | 서독                  | 251       |
| 49                | 1976 | 예테보리                                | 스웨덴                | 301       |
| 48                | 1975 | 헤이그                                  | 네덜란드              | 300       |
| 47                | 1974 | 베르가모                                | 이탈리아              | 330       |
| 46                | 1973 | 토론토                                  | 캐나다                | 208       |
| 45                | 1972 | 쿠오피오                                | 핀란드                | 300       |
| 44                | 1971 | 파리                                    | 프랑스                | 502       |
| 43                | 1970 | 아우크스부르크                          | 서독                  | 360       |
| 42                | 1969 | 노비사드                                | 유고슬라비아          | 250       |
| 41                | 1968 | 위트레흐트                              | 네덜란드              | 347       |
| 40                | 1967 | 말뫼                                    | 스웨덴                | 407       |
| 39                | 1966 | 스완윅(Swanwick)                        | 영국                  | 310       |
| 38                | 1965 | 카를스루에                              | 서독                  | 447       |
| 37                | 1964 | 나르본                                  | 프랑스                | 300       |
| 36                | 1963 | 함부르크                                | 서독                  | 263       |
| 35                | 1962 | 빈                                      | 오스트리아            | 465       |
| 34                | 1961 | 헨트                                    | 벨기에                | 374       |
| 33                | 1960 | 오르후스                                | 덴마크                | 355       |
| 32                | 1959 | 도르트문트                              | 서독                  | 425       |
| 31                | 1958 | 헬싱키                                  | 핀란드                | 254       |
| 30                | 1957 | 로테르담                                | 네덜란드              | 590       |
| 29                | 1956 | 베오그라드                              | 유고슬라비아          | 489       |
| 28                | 1955 | 린츠                                    | 오스트리아            | 650       |
| 27                | 1954 | 낭시                                    | 프랑스                | 480       |
| 26                | 1953 | 셰필드                                  | 영국                  | 185       |
| 25                | 1952 | 뒤셀도르프                              | 서독                  | 622       |
| 24                | 1951 | 스톡홀름                                | 스웨덴                | 584       |
| 23                | 1950 | 토리노                                  | 이탈리아              | 292       |
| 22                | 1949 | 파리                                    | 프랑스                | 1325      |
| 21                | 1948 | 암스테르담                              | 네덜란드              | 1219      |
| 20                | 1947 | 오르후스                                | 덴마크                | 662       |
| (제2차 세계 대전) |      |                                         |                       |           |
| 19                | 1939 | 코펜하겐                                | 덴마크                | 568       |
| 18                | 1938 | 브뤼셀                                  | 벨기에                | 659       |
| 17                | 1937 | 로테르담                                | 네덜란드              | 806       |
| 16                | 1936 | 맨체스터                                | 영국                  | 167       |
| 15                | 1935 | 파리                                    | 프랑스                | 346       |
| 14                | 1934 | 발렌시아                                | 스페인                | 376       |
| 13                | 1933 | 스톡홀름                                | 스웨덴                | 600       |
| 12                | 1932 | 슈투트가르트                            | 독일                  | 245       |
| 11                | 1931 | 암스테르담                              | 네덜란드              | 400       |
| 10                | 1930 | 런던                                    | 영국                  | 350       |
| 9                 | 1929 | 라이프치히                              | 독일                  | 650       |
| 8                 | 1928 | 예테보리                                | 스웨덴                | 436       |
| 7                 | 1927 | 리옹                                    | 프랑스                | 200       |
| 6                 | 1926 | 레닌그라드                              | 소련                  | 400       |
| 5                 | 1925 | 빈                                      | 오스트리아            | 150       |
| 4                 | 1924 | 브뤼셀                                  | 벨기에                | 90        |
| 3                 | 1923 | 카셀                                    | 독일                  | 250       |
| 2                 | 1922 | 프랑크푸르트                            | 독일                  | 230       |
| 1                 | 1921 | 프라하                                  | 체코슬로바키아        | 80        |